# World Series Baseball ’96
A World Series Baseball ’96 baseball-videójáték, melyet a BlueSky Software fejlesztett és a Sega jelentetett meg. A játék 1996 augusztusában jelent meg Sega Genesis videójáték-konzolra, ugyanebben az évben egy Windows 95-átirat is megjelent, kizárólag Dél-Koreában és Japánban.
A játék Genesis-verziójának borítóján Manny Ramírez Cleveland Indians-jobbkülső szerepel.

## Fogadtatás
A Next Generation szerkesztői a játék Genesis-verzióját 4/5 csillagra értékelték, kiemelve, hogy „Ami biztos, hogy a Genesisre valószínűleg már soha nem fog még egy ilyen minőségű baseballjáték megjelenni. A játék kötelező darab azon baseballrajongóknak, akik egy Genesist és kosárlabda és amerikai futball nélküli hosszú nyarat nyergeltek fel.”

## Fordítás
- Ez a szócikk részben vagy egészben  a   World Series Baseball '96 című angol Wikipédia-szócikk ezen változatának fordításán alapul.  Az eredeti cikk szerkesztőit annak laptörténete sorolja fel. Ez a jelzés csupán a megfogalmazás eredetét és a szerzői jogokat jelzi, nem szolgál a cikkben szereplő információk forrásmegjelöléseként.